# Nagycsertész
Nagycsertész (szlovákul: Čertižné, ukránul: Csertizsne) község Szlovákiában, az Eperjesi kerület Mezőlaborci járásában.

## Fekvése
Mezőlaborctól 11 km-re északnyugatra, a Laborc bal partján, a lengyel határ mellett fekszik.

## Története
1431-ben „Cherthws” néven említik először. A homonnai uradalom része volt. A 17. század végén a Csáky család birtoka. 1715-ben malma és 22 háztartása volt. A 18. század végén a falu a Szirmay család tulajdonába került. 1787-ben az első népszámlálás 118 házat és 815 lakost talált a községben.
A 18. század végén Vályi András így ír róla: „CSERTEZ. Csertisnye. Tót falu Zemplén Vármegyében, birtokosa Szirmay Uraság, lakosai oroszok, fekszik Szinához egy, és 1/4. mértföldnyire, Harmintzad is van benne, Lengyel Ország felé Beszkéd hegy alatt, Latortza folyása mellett, szántó földgyei hegyeken vagynak ugyan, de azért meglehetős termékenységűek, ámbár szorgalmatos trágyáztatást kívánnak; tulajdonságaira nézve hasonlít Alsó Csebinyéhez, harmadik Osztálybéli.”
1828-ban 103 háza és 775 lakosa volt. Lakói főként erdei munkákkal, szénégetéssel foglalkoztak.
Fényes Elek 1851-ben kiadott geográfiai szótárában így ír a faluról: „Csertész vagy Csertizna, orosz falu, Zemplén vgyében, Papina fiókja: 12 r., 761 g. kath., 10 zsidó lak., gör. anyaszentegyházzal, 1137 hold szántófölddel; hegyes, kősziklás sovány határral. F. u. Szirmay. Ut. p. Homonna.”
1863-tól a Dobriánszky család birtoka volt. 1890 és 1900 között sok lakosa kivándorolt a tengerentúlra.
Borovszky Samu monográfiasorozatának Zemplén vármegyét tárgyaló része szerint: „Nagycsertész, azelőtt egyszerüen Csertész, a gácsi határ szélén fekszik. Neve (Csertezs) orosz szó és határvonalat is jelent. Ruthén kisközség, 186 házzal és 961 gör. kath. vallású lakossal. Saját postája van, távírója és vasúti állomása Mezőlaborcz. Hegyei mindenféle ásványokban gazdagok. Van itt pala, gipsz, timsókő, kalczedon s a Bajaje nevű hegyben arany-, ezüst-, horgany- és vas-ércz. E községet már egy 1431-iki oklevél említi. A homonnai uradalomhoz tartozott s női ágon, a XVII. század végén, a Csákyakra szállott. A XVIII. század vége felé Szirmay József tulajdonába került, de 1863-ban Dobrzánszky Adolf birtoka lett. Még a Drugethek idejében, 1515-ben, Tibai Balázst s 1520-ban Sztrithey Zsigmondot is némely részeibe iktatták. 1770-ben itt harminczadhivatalt állítottak fel, mely 1848-ig fennállott. Gör. kath. temploma 1708-ban épült. A templom körül, a dombon feküdt azelőtt a község is, de a lakosok idővel a völgybe húzódtak.”
Az 1914-15-ös orosz offenzívában súlyos károkat szenvedett. 1920 előtt Zemplén vármegye Mezőlaborci járásához tartozott.
1944-ben lakói támogatták a partizánokat. A községet október 8-án a 4. ukrán front csapatai foglalták el.

## Népessége
| Év:            | 1994. | 2004.    | 2014.    | 2024.    |
| -------------- | ----- | -------- | -------- | -------- |
| Emberek száma: | 484   | 408      | 346      | 304      |
| Eltérés:       |       | -15,70 % | -15,19 % | -12,13 % |

| Év:            | 2023. | 2024. |
| -------------- | ----- | ----- |
| Emberek száma: | 304   | 304   |
| Eltérés:       |       | +0 %  |

1910-ben 1034, többségben ruszin lakosa volt, jelentős német kisebbséggel.
2001-ben 421 lakosából 273 ruszin, 125 szlovák volt.
2011-ben 375 lakosából 240 ruszin és 113 szlovák.

## Nevezetességei
- A Dobriánszky család klasszicista kúriája a 19. század elején épült.

## Híres emberek
- A községben élt és alkotott 1868 és 1881 között Adolf Ivan Dobriaszky ukrán publicista és politikus.